# Borja Bastón
Borja González Tomás (ur. 25 sierpnia 1992 w Madrycie) – hiszpański piłkarz występujący na pozycji napastnika. W latach 2008–2011 młodzieżowy reprezentant Hiszpanii.

## Kariera klubowa
W wieku czterech lat Borja dołączył do szkółki piłkarskiej Atlético Madryt. Początkowo występował, jak ojciec, na pozycji bramkarza, z czasem jednak przesunięto go na pozycję napastnika. Przed sezonem 2009/10 został włączony do trzecioligowego wówczas zespołu rezerw, zdobywając w przeciągu całych rozgrywek w sumie 12 bramek. 15 maja 2010 zadebiutował w barwach pierwszej drużyny, zmieniając Tiago w 58. minucie spotkania z Getafe CF. Jednakże, po zaledwie 25 minutach gry musiał opuścić boisko z powodu kontuzji więzadła krzyżowego w lewym kolanie, zaś Atlético przegrało 0:3. Do gry powrócił po siedmiu miesiącach, występując w wygranym 1:0 spotkaniu rezerw z CP Cacereño. Po meczu wyznał: „Jestem bardzo szczęśliwy, udało mi się przetrwać kontuzję, ale teraz jestem gotów pomóc zespołowi w walce o górę w tabeli”.
Pod koniec sierpnia 2011 roku Borja został wypożyczony do drugoligowego Realu Murcia. Rok później, 30 sierpnia 2012 roku wypożyczono go ponownie, tym razem do SD Huesca. Następnie wypożyczano go także do Deportivo La Coruña, Realu Saragossa oraz SD Eibar. W barwach tego ostatniego klubu zdobył tytuł najlepszego gracza Primera División w październiku 2016.
11 sierpnia 2016 roku Borja podpisał czteroletni kontrakt z walijskim klubem Swansea City, skąd wypożyczony był do hiszpańskich klubów Málaga CF i Deportivo Alavés. W 2020 był zawodnikiem Aston Villa FC.
6 września 2020 podpisał kontrakt z hiszpańską drużyną CD Leganés z Segunda División, umowa do 30 czerwca 2021; bez odstępnego.

## Kariera reprezentacyjna
W 2009 roku wraz z reprezentacją Hiszpanii do lat 17 zajął trzecie miejsce na młodzieżowych Mistrzostwach Świata, samemu zostając królem strzelców całej imprezy. Dwa lata później z kadrą do lat 19 zwyciężył na młodzieżowych Mistrzostwach Europy.

## Życie prywatne
Borja Baston jest synem Miguela Bastóna, byłego bramkarza Atlético Madryt B oraz Realu Burgos.